# 10555 Tagaharue
10555 Tagaharue è un asteroide della fascia principale. Scoperto nel 1993, presenta un'orbita caratterizzata da un semiasse maggiore pari a 3,2048874 UA e da un'eccentricità di 0,0729485, inclinata di 16,81023° rispetto all'eclittica.